# Ломоносов, Александр Михайлович
Александр Михайлович Ломоносов (род. 1 февраля 1939 года, Берёзовая Лука, Полтавская область, УССР) — российский оперный певец, тенор. Солист Большого театра с 1974 по 2002 годы. Народный артист Российской Федерации (1993).

## Биография
Родился на Украине. По собственным словам, петь любил с детства, во время службы в Советской Армии был ротным запевалой. После переезда в Москву выступал как самодеятельный певец. Основной имел рабочую профессию, занимал должность техника в научно-исследовательском институте полупроводниковой промышленности. Профессиональную подготовку начал у Александры Стрельниковой, педагога-вокалиста Центрального дома культуры железнодорожников (ЦДКЖ) в начале 1960-х годов. В ЦДКЖ впервые выступил в качестве солиста, дебютировав в партии Кассио из оперы «Отелло» Дж. Верди. 1967 году окончил Народную певческую школу и поступил в качестве солиста в Московское объединение художественных коллективов (позднее — Московский камерный музыкальный театр под руководством Б. А. Покровского). Пел партии Леонато в опере «Много шума из-за... сердец» T. Н. Хренникова), Врача в опере «Сокол» Д. С. Бортнянского), Скупого в одноимённой опере В. А. Пашкевича), Володи Гаврилов  в опере «Не только любовь» Р. К. Щедрина), Носа в одноимённой опере Д. Д. Шостаковича, много гастролировал по стране.
Примерно в 1970 году пробовал поступить на вечерний факультет Московской консерватории, прослушивался у Г. И. Тица. Однако вскоре вечерний факультет был ликвидировал, а на дневное отделение, куда получил приглашение, идти отказался.
В 1975 году окончил вокальный факультет Государственного музыкально-педагогического института имени Гнесиных, где учился у Евгения Белова, солиста Большого театра и Московской филармонии, заслуженного артиста РСФСР. На предпоследнем курсе дебютировал на сцене Большого театра в партии Собинина из оперы «Иван Сусанин» М. И. Глинки. По окончании института был включён в состав оперной труппы театра и оставался в ней до 2002 года. За это время сыграл более 30 ролей в операх русских, советских и зарубежных композиторов, выезжал на гастроли по стране и за рубеж: в Болгарию, Румынию, Германию, Аргентину. Участвовал в записи фильмов-спектаклей по операм «Нос» (дирижёр Г. Н. Рождественский, 1974) и «Жизнь за царя» (дирижёр А. Н Лазарев, 1989).
После ухода из Большого театра выступает с концертами.

## Награды и премии
- 1984 — Заслуженный артист РСФСР.
- 1993 — Народный артист Российской Федерации[2].
- Обладатель Гран-При Нью-Йорка и Парижа за партию Носа в одноимённой опере[3].